# 基变更
基底的變換或稱基的變換（change of basis）在线性代数中，n 维向量空间的基是  n 个向量 α1, ..., αn 的序列，带有所有这个空间中的向量可以唯一的表达为基向量的线性组合的性质。因为经常需要处理一个向量空间的多于一个的基，在线性代数中能够轻易的变换向量的逐坐标表达，和变换关于一个基的线性映射到关于另一个基的等价表达是根本重要的。这种变换叫做基变更。
尽管下面采用了术语向量空间，符号 R 意味着实数域，这里讨论的结果成立只要 R 是交换环，而这里的向量空间可替代为自由 R-模。

## 预备概念
Rn 的平常基是 {\displaystyle \{{\vec {e}}_{1},\cdots ,{\vec {e}}_{n}\}}，这里的 {\displaystyle {\vec {e}}_{j}=(0,\cdots ,1,0,\cdots ,0)} 是 Rn 的元素，在第 j 个位置上都是1，其他地方都是 0。
如果 T : Rn → Rm 是线性变换，T 的 m × n 矩阵是对于 {\displaystyle j=1,\cdots ,n} 其第 j 纵列是 {\displaystyle T({\vec {e}}_{j})\,} 的矩阵 t。在这种情况下我们有 {\displaystyle T({\vec {x}})=\mathbf {t} {\vec {x}}} 对于所有 Rn 中的 x，这里我们把 x 当作列向量，在右侧的乘法是矩阵乘法。在线性代数中一个基本事实是从 Rn 到 Rm 的所有线性变换的向量空间 Hom(Rn, Rm) 自然的同构在 R 上的 m × n  矩阵的空间 Rm × n；就是说线性变换 T : Rn → Rm 对于所有目的和用途都等价于它的矩阵 t。
我们还利用下列简单的观察。
定理：设 V 和 W 是向量空间，设 {\displaystyle \{\alpha _{1},\cdots ,\alpha _{n}\}} 是 V 的基，并设 {\displaystyle \{\gamma _{1},\cdots ,\gamma _{n}\}} 是任何 W 中的 n 个向量。则存在一个唯一的线性变换 T : V → W ，对于 {\displaystyle j=1,\cdots ,n} 有 {\displaystyle T(\alpha _{j})=\gamma _{j}\,}。
这个唯一的 T 定义自 {\displaystyle T(x_{1}\alpha _{1}+\cdots +x_{n}\alpha _{n})=x_{1}\gamma _{1}+\cdots +x_{n}\gamma _{n}}。当然，如果 {\displaystyle \{\gamma _{1},\cdots ,\gamma _{n}\}}碰巧是 W 的基，则 T 是双射又是线性的；换句话说，T 是同构。如果在这种情况下我们还有 W = V，则 T 被称为是自同构。
现在设 V 在 R 上的向量空间并假设 {\displaystyle \{\alpha _{1},\cdots ,\alpha _{n}\}} 是 V 的基。通过定义，如果 ξ 是 V 中的向量，则 {\displaystyle \xi =x_{1}\alpha _{1}+\cdots +x_{n}\alpha _{n}} 是 {\displaystyle x_{1},\cdots ,x_{n}} 在 R 中唯一标量选择，被叫做 ξ 相对于有序基 {\displaystyle \{\alpha _{1},\cdots ,\alpha _{n}\}} 的坐标。 Rn 中的向量 {\displaystyle {\vec {x}}=(x_{1},\cdots ,x_{n})} 被叫做 ξ (相对于这个基)的坐标元组。唯一的线性映射 φ : Rn → V，对于 {\displaystyle j=1,\cdots n} 有 {\displaystyle \phi ({\vec {e}}_{j})=\alpha _{j}\,}，它被称为对 V 和基 {\displaystyle \{\alpha _{1},\cdots ,\alpha _{n}\}} 的坐标同构。所以 {\displaystyle \phi ({\vec {x}})=\xi \,} 当且仅当 {\displaystyle \xi =x_{1}\alpha _{1}+\cdots +x_{n}\alpha _{n}}。

## 坐标变更
我们实现检查在 V 中的向量 ξ 的坐标在选择了另一个基的时候怎样变更的问题。假设 {\displaystyle \{\alpha _{1},\cdots ,\alpha _{n}\}} 和 {\displaystyle \{\alpha '_{1},\cdots ,\alpha '_{n}\}} 是 V 的两个基。设 φ1 和 φ2 是从 Rn 到 V 的对应的坐标同构就是说 {\displaystyle \phi _{1}({\vec {e}}_{j})=\alpha _{j}\,} 而 {\displaystyle \phi _{2}({\vec {e}}_{j})=\alpha '_{j}\,} 对于 {\displaystyle j=1,\cdots ,n}。如果 {\displaystyle {\vec {x}}=(x_{1},\cdots ,x_{n})} 是 ξ 关于第一个基的坐标 n-元组，因此 {\displaystyle \xi =\phi _{1}({\vec {x}})\,}，则 ξ 关于第二个基的坐标元组是 {\displaystyle \phi _{2}^{-1}(\xi )=\phi _{2}^{-1}(\phi _{1}{\vec {x}}))}。现在映射 {\displaystyle \phi _{2}^{-1}\circ \phi _{1}} 是在 Rn 上的自同构，因此有一个矩阵 p。此外， p 的第 j 纵列是 {\displaystyle \phi _{2}^{-1}\circ \phi _{1}({\vec {e}}_{j})=\phi _{2}^{-1}(\alpha _{j})}，就是说，{\displaystyle \alpha _{j}\,} 关于第二个基 {\displaystyle \{\alpha '_{1},\cdots ,\alpha '_{n}\}} 的坐标 n-元组。所以 {\displaystyle {\vec {y}}=\phi _{2}^{-1}(\phi _{1}({\vec {x}}))=\mathbf {p} {\vec {x}}} 是 ξ 关于基 {\displaystyle \{\alpha '_{1},\cdots ,\alpha '_{n}\}} 的坐标 n-元组。

## 线性变换的矩阵
现在假设 T : V → W 是线性变换，{α1, ..., αn} 是 V 的一个基而 {β1, ..., βm} 是 W 的一个基。设 φ 和 ψ 分别是 V 和 W 的相对于给定基的坐标同构。则映射 T1 = ψ-1 o T o φ 是从 Rn 到 Rm 的线性变换，并因此有一个矩阵 t；它的第 j 纵列是 ψ-1(T(αj)) 对于 j = 1, ..., n。这个矩阵叫做T 关于有序基 {α1, ..., αn} 和 {β1, ..., βm} 的矩阵。如果 η = T(ξ) 并且 y 和 x 是 η 和 ξ 的坐标元组，则 y = ψ-1(T(φ(x))) = tx。反过来，如果 ξ 在 V 中，而 x = φ-1(ξ) 是 ξ 关于 {α1, ..., αn} 的坐标元组，我们设置 y = tx 和 η = ψ(y)，则 η = ψ(T1(x)) = T(ξ)。就是说，如果 ξ 在 V 中而 η 在 W 中并且 x 和 y 是它们的坐标元组，则 y = tx 当且仅当 η = T(ξ)。
定理：假设 U, V 和 W 是有限维的向量空间并为每个选择了有序基。如果 T : U → V 和 S : V → W 是有矩阵 s 和 t 的线性变换，则线性变换 S o T : U → W (关于给定基)的矩阵是 st。

### 基的变更
现在我们要问 T : V → W 的矩阵在变更在 V 和 W 的基的时候发生了什么。设 {α1, ..., αn} 和 {β1, ..., βm} 分别是 V 和 W 的有序基，并假设给予了第二对基 {α'1, ..., α'n} 和 {β'1, ..., β'm}。设 φ1 和 φ2 是从在 Rn 中的平常基到 V 的第一个和第二个基的坐标同构，并设 ψ1 和 ψ2 是从在 Rm 中的平常基到 W 的第一个和第二个基的同构。
令 {\displaystyle T_{1}=\psi _{1}^{-1}\circ T\circ \phi _{1}}，并令 {\displaystyle T_{2}=\psi _{2}^{-1}\circ T\circ \phi _{2}}（两者都从 {\displaystyle \mathbb {R} ^{n}} 映至 {\displaystyle \mathbb {R} ^{m}}）。令 {\displaystyle \mathbf {t} _{1}} 与 {\displaystyle \mathbf {t} _{2}} 为相应的矩阵。令 {\displaystyle \mathbf {p} ,\mathbf {q} } 分别为对应到基变更自同构 {\displaystyle \phi _{2}^{-1}\circ \phi _{1}:\mathbb {R} ^{m}\to \mathbb {R} ^{m}} 与 {\displaystyle \psi _{2}^{-1}\circ \psi _{1}:\mathbb {R} ^{n}\to \mathbb {R} ^{n}} 的矩阵。

由於我们有 {\displaystyle T_{2}=\psi _{2}^{-1}\circ T\circ \phi _{2}=(\psi _{2}^{-1}\circ \psi _{1})\circ T_{1}\circ (\phi _{1}^{-1}\circ \phi _{2})}，又因为线性映射的合成对应到矩阵乘法，遂得到
{\displaystyle \mathbf {t} _{2}=\mathbf {q} \mathbf {t} _{1}\mathbf {p} ^{-1}}

## 自同态的矩阵
线性变换的矩阵的一个重要情形是自同态的矩阵，亦即从一个向量空间 {\displaystyle V} 至其自身的线性映射，换言之就是 W = V 的情形。我们可以自然地取基 {β1, ..., βn} = {α1, ..., αn} 与 {β'1, ..., β'm} = {α'1, ..., α'n}。此时线性映射 T 的矩阵必为方阵。

### 基的变更
套用同样的基变更，使得 q = p，而基变更公式遂写成
t2 = p t1 p-1.
在此情形下，可逆矩阵 p 被称为向量空间 V 的基变更矩阵，而上述等式言明 t1 与  t2 是相似矩阵。

## 双线性形式的矩阵
於域 R 的向量空间 V 上的双线性形式是一个映射 V × V → R，使得它对两个参数都是线性的，也就是说
{\displaystyle v\mapsto B(v,w)}
{\displaystyle v\mapsto B(w,v)}
对任何固定的 w 都是线性的。此定义可推广至於交换环的模，此时须将线性映射换为模同态。
对应於基 {\displaystyle \alpha _{1},\dots ,\alpha _{n}} 的 Gram 矩阵 G 定义为
{\displaystyle G_{i,j}=B(\alpha _{i},\alpha _{j})\,}.
若 v, w 以此基表成
{\displaystyle v=\sum _{i}x_{i}\alpha _{i}}
{\displaystyle w=\sum _{i}y_{i}\alpha _{i}}
则该双线性形式由下式给出
{\displaystyle B(v,w)=x^{\top }Gy\,} .
若 B 是对称双线性形式，则对应的矩阵会是对称矩阵。

### 基的变更
若矩阵 P 表示从 {\displaystyle \alpha _{1},\dots ,\alpha _{n}} 至 {\displaystyle \alpha '_{1},\dots ,\alpha '_{n}} 的基变更，则两组基的 Gram 矩阵依下式变换：
{\displaystyle G'=P^{\top }GP\,}